# Non nobis
Non nobis to krótki hymn w języku łacińskim, używany jako modlitwa jak również jako wyraz pokory. Jego tekst to fragment pierwszego wersetu Psalmu 115:
| Łacina                                                  | J. polski (tłum. Jana Kochanowskiego)                                    |
| ------------------------------------------------------- | ------------------------------------------------------------------------ |
| Non nobis, Domine, non nobis Sed nomini Tuo da gloriam. | Nie nam, nasz Panie, stworzeniu podłemu, Ale czyń sławę imieniowi swemu! |

Non nobis był wykonywany przez templariuszy podczas wypraw krzyżowych. Shakespeare użył słów hymnu w sztuce Henryk V, kiedy król rozkazuje śpiewać Non nobis oraz Te Deum po wygranej bitwie pod Azincourt. W adaptacji sztuki dokonanej przez Kenneth Branagha, wykorzystano wersję hymnu ułożoną przez Patricka Doyle’a.
Non nobis, Domine! jest oficjalnym hymnem Craigholme Girls School w Glasgow oraz The High School For Girls w Gloucester.
Frazą Non nobis, Domine, non nobis, sed nomini tuo... rozpoczynano w średniowieczu odczytywanie wyroków sądów kościelnych, jak i świeckich.